# Misogada alicina
Misogada alicina är en fjärilsart som beskrevs av William Schaus 1939. Misogada alicina ingår i släktet Misogada och familjen tandspinnare. Inga underarter finns listade i Catalogue of Life.